# Neoplan N4020
Neoplan N4020 — модель городского трёхосного низкопольного автобуса особо большого класса, выпускавшегося компанией Neoplan в период с 1993 по 1999 год в Германии и в Польше.

## История
N4020 был создан как промежуточная модель между N4016 и N4021. Входит в состав семейства городских низкопольных автобусов Metroliner, в которой находятся, в частности, модели Neoplan N4009, Neoplan N4014, Neoplan N4016 и Neoplan N4021.
Для Варшавы в 1994 году он был первым автобусом, проданным коммерческим офисом компании Gottlob Auwärter GmbH & Co. со штаб-квартирой в Варшаве. Это был одновременно первый низкопольный автобус, проданный Польше.
В Польше автобус выпускался по лицензии в Болехове — микрорайоне недалеко от Познани с 1996 по 1999 год, где было создано 169 единиц модели «Neoplan N4020» и 44 единицы модели «Neoplan N4020td» (полностью низкопольный вариант, с башенной установкой двигателя). Все они были проданы стране.
В 2001 году на основе этого автобуса Минским автомобильным заводом был выпущен городской трёхосный автобус МАЗ-107.